# Chariesthes pulchelloides
Chariesthes pulchelloides är en skalbaggsart som beskrevs av Stefan von Breuning 1939. Chariesthes pulchelloides ingår i släktet Chariesthes och familjen långhorningar. Inga underarter finns listade i Catalogue of Life.